# Sansan
 Sansan  es una población y comuna francesa, ubicada en la región de Mediodía-Pirineos, departamento de Gers, en el distrito de Auch y cantón de Auch-Sud-Est-Seissan.

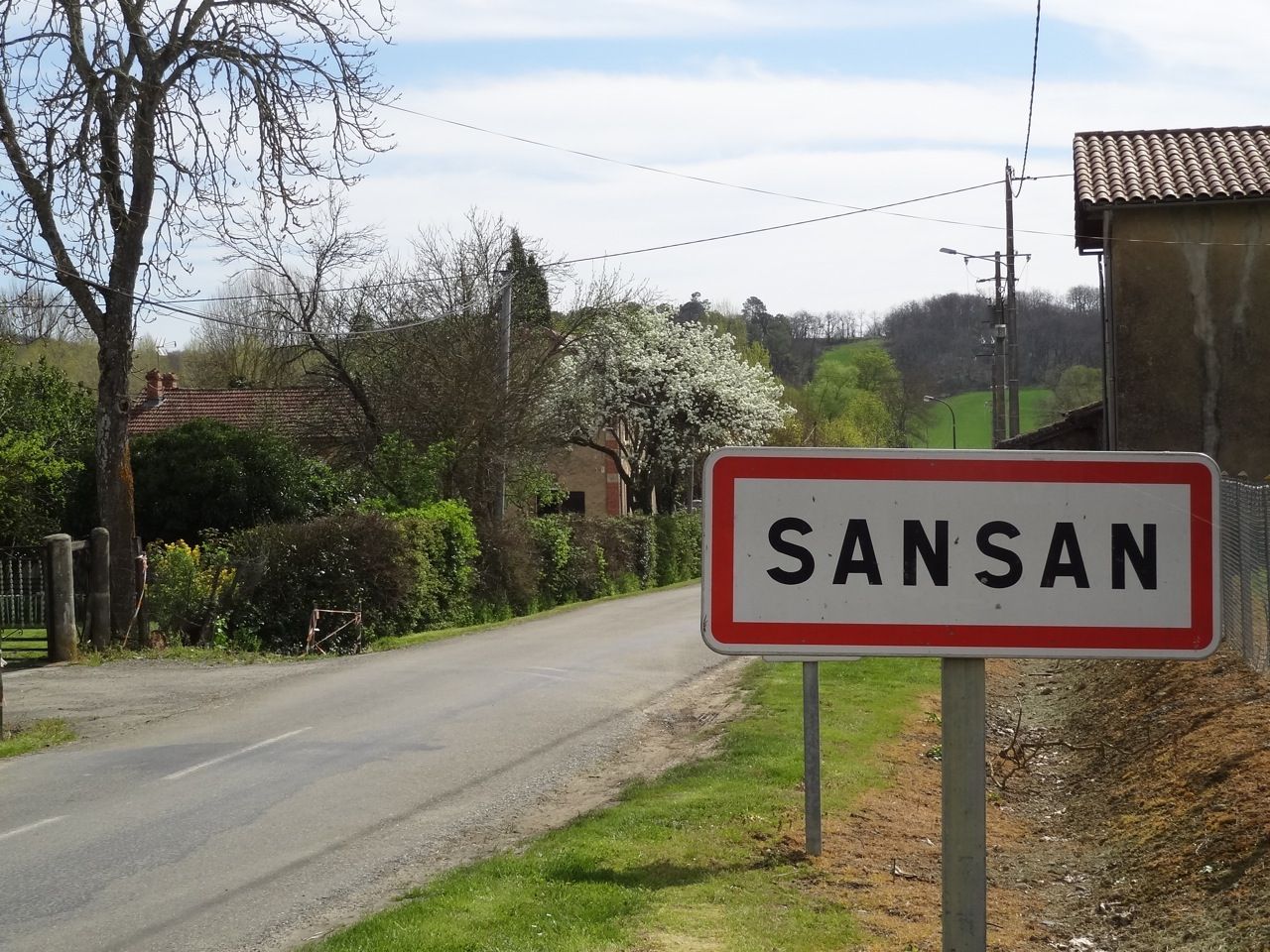
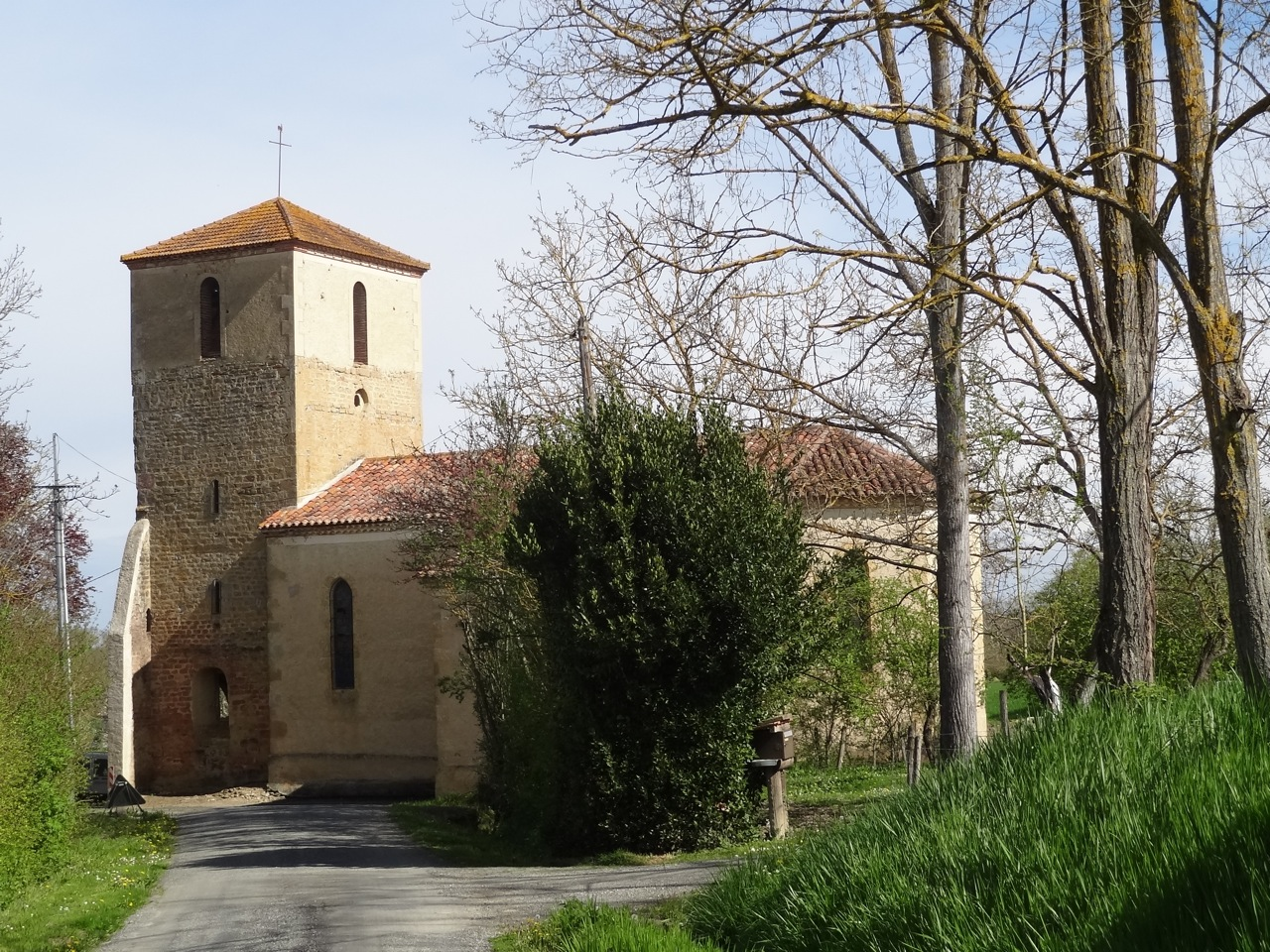

## Demografía
| 87 | 90 | 81 | 98 | 108 | 89 |
| Para los censos de 1962 a 1999 la población legal corresponde a la población sin duplicidades (Fuente: INSEE [Consultar]) |    |    |    |     |    |